# Георги Димитров – Каубоя
Георги Димитров, известен още като „Каубоя“ е бивш български футболист, състезател на националния отбор, юноша на  Локомотив (Пловдив). Роден е на 10 септември 1966 г. в Пловдив.

## Кариера
Възпитаник на школата на Локомотив (Пловдив), дебютира с екипа на родния си клуб на 17 години в мач от турнира за Купата на УЕФА на 28 септември 1983 г. срещу ФК ПАОК, Гърция (1:3). Играл е като нападател за Локомотив (Пловдив) в периодите (1983 – 1990, 1990 – 1991 и 1993 – 2000), Левски (София) (1991 – 1992), Реал Майорка (Испания) (1990 – 1991) и Алтай Измир (Турция) (1992 – 1993).  
Носител на Купата на България през сезон 1991/92 и вицешампион с Левски (София) през същия сезон. За Локомотив (Пловдив) има изиграни общо 254 мача и 53 отбелязани гола (204 мача и 46 гола в А група, 26 мача и 7 гола в Б група, 22 мача и 7 гола в турнира за Купата на България и 2 мача за Купата на УЕФА. Заема 9 място във вечната ранглиста на Локомотив (Пловдив) по отбелязани голове.
Има записани 10 мача за националния отбор, без отбелязан гол, 9 мача и 2 гола за младежкия национален отбор и 17 мача и 11 гола за юношеския национален отбор на България.

## Успехи
Локомотив Пловдив
- Промоция в А група (1 път) – 1984/85

Левски (София)
- Купа на България (1 път) – 1991/92